# Jérôme Isaac Méchain
Jérôme-Isaac Méchain, né le 7 septembre 1778 à Paris et mort le 25 novembre 1851 à Versailles, est un astronome et diplomate français.

## Biographie
Fils du célèbre astronome Pierre Méchain, il fait partie de l'expédition d'Égypte.
Élève astronome, il est nommé consul général en Orient, puis bibliothécaire adjoint de l'Institut d'Égypte à partir du 8 septembre 1800.
Il quitte prématurément l'Égypte, et fait par la suite une carrière consulaire.
À sa mort, il est consul général et commandeur de la Légion d'honneur.
Il avait épousé la sœur d'Alexandre Blacque.